# رقاقس لبني
رقاقس لبني أو كشملخ أو ملاح (الاسم العلمي:Androsace lactea) هو نوع من النباتات يتبع جنس الرقاقس من فصيلة الربيعية.